# Sea Life Melbourne

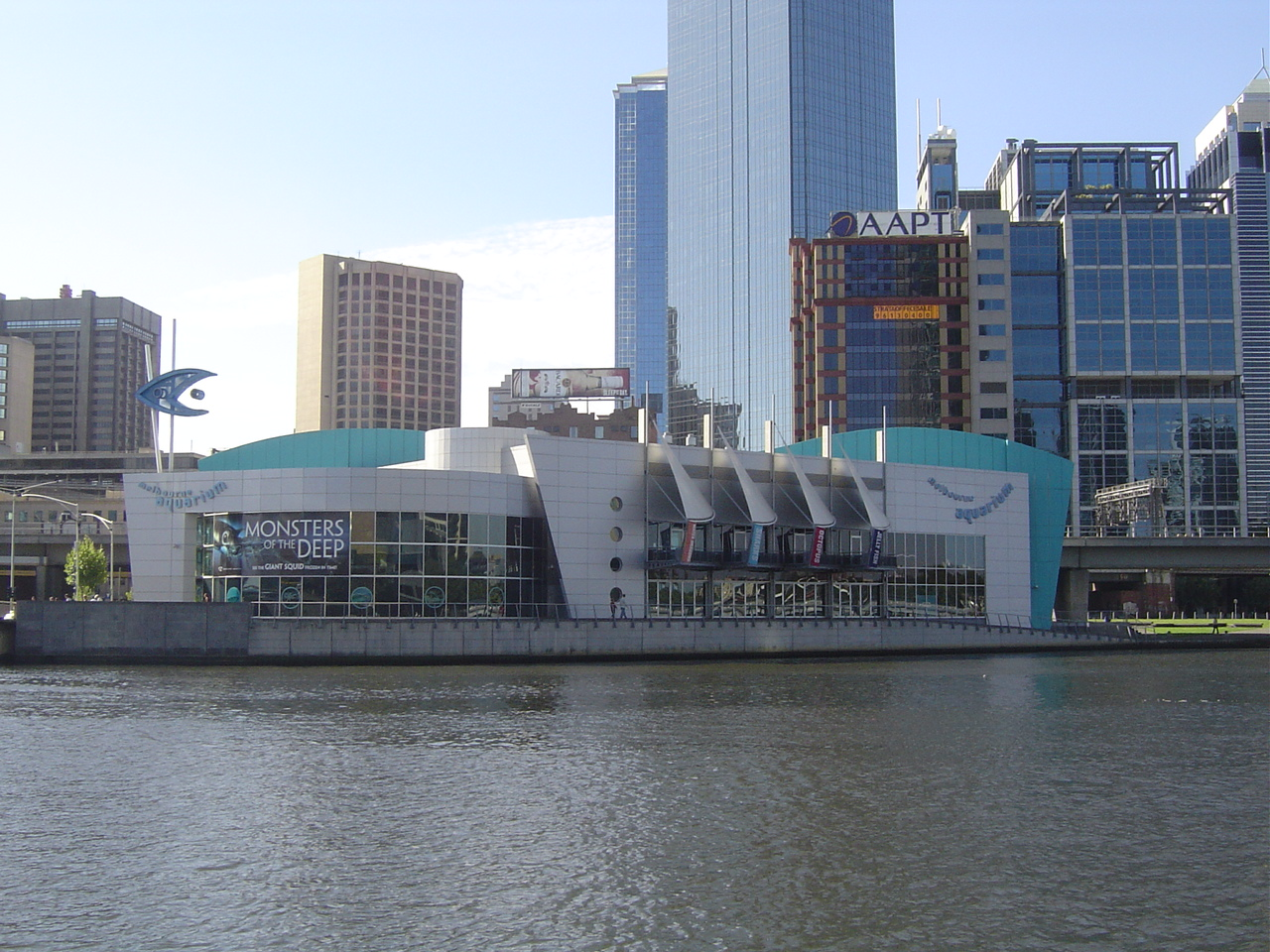
Das Aquarium in Melbourne (2005)

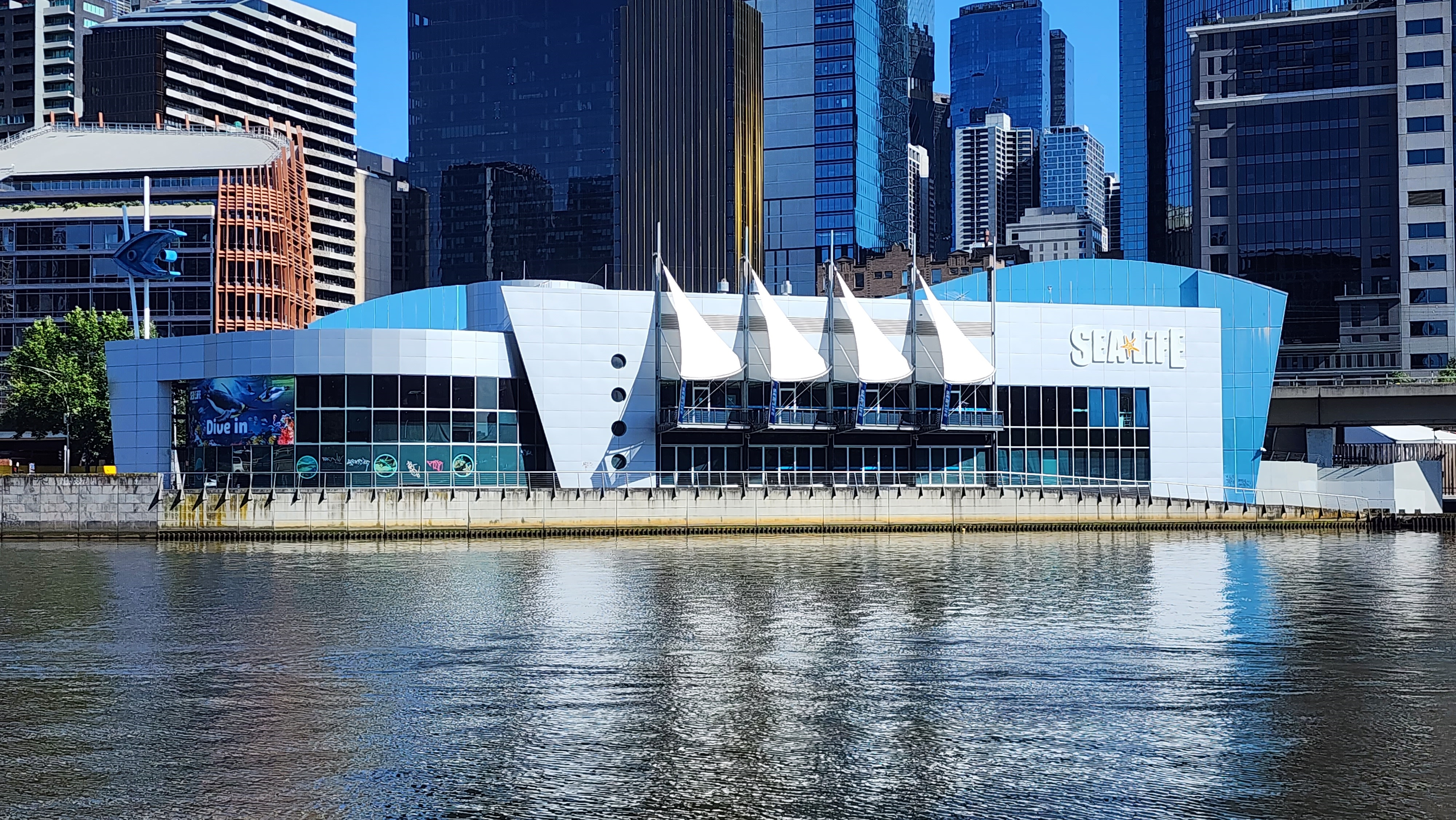
Das Aquarium mit Sea-Life-Schriftzug (2023)

Das Sea Life Melbourne (zuvor: Melbourne Aquarium) ist ein Aquarium im Zentrum von Melbourne im australischen Bundesstaat Victoria, das im Jahre 1999 erbaut wurde. Betreiber ist Merlin Entertainments (Australia) Pty Ltd.
Besonders bekannt ist das Aquarium für die gezeigten Haie. Außer den vielen unterschiedlichen Arten des marinen Lebens wird eine große Sammlung australischer Quallen in ihrem natürlichen Lebensraum ausgestellt. Neben einem Gezeitentümpel gibt auch regelmäßig kurzzeitige Ausstellungen der unterschiedlichsten Art zu sehen. Das Melbourne Aquarium liegt am Ufer des Yarra River, allerdings gehört der Fluss nicht zur Ausstellungsfläche des Aquariums.
Zu Beginn der Eröffnung funktionierte das Entlüftungssystem nicht einwandfrei, weshalb 60 Besucher an Legionellose erkrankten und zwei davon starben, so dass sich die Besucherzahlen verringerten.